# Pierre Mazeaud
Pierre Mazeaud (* 24. August 1929 in Lyon) ist ein französischer Jurist, gaullistischer Politiker und Alpinist.

## Berufliches Wirken
Der promovierte Jurist Mazeaud bekleidete im Laufe seiner beruflichen Laufbahn viele Ämter. So hatte er eine Professur an der Pariser Sorbonne inne, war Abgeordneter der französischen Nationalversammlung, Vizepräsident der französischen Nationalversammlung und Präsident des französischen Verfassungsgerichts.

## Beruflicher Werdegang
Von 1961 bis 1964 war Pierre Mazeaud Richter. 1961 wurde er Beauftragter im Stab des Premierministers. Von 1962 bis 1967 war Mazeaud Fachberater im Stab des Justizministers. 1967 übernahm er eine Stelle als Beauftragter beim Ministerium für Jugend und Sport, die er bis 1968 ausübte.  Von 1968 bis 1973 war er Abgeordneter des Départements Hauts-de-Seine. 1973 trat Mazeaud als  Staatssekretär zuerst in die Dienste des Premierministers (bis 1964), danach assistierte er dem Bildungsminister und von 1974 bis 1976 stand er dem Minister für Lebensqualität zur Seite. Dabei war er stets zuständig für die Bereiche Jugend, Sport und Freizeit. Anschließend wurde er Mitglied des Staatsrates. Pierre Mazeaud wurde 1979 Bürgermeister der Stadt Saint-Julien-en-Genevois. Dieses Amt übte er zehn Jahre aus. Weitere zehn Jahre war er Abgeordneter des Departements Haute-Savoie. Ab 1987 war er ein Jahr lang gleichzeitig Vizepräsident des Hohen Gerichtshofs  sowie Richter am Obersten Gerichtshof und Vorsitzender des Rechtsausschusses der Nationalversammlung. Vizepräsident der Nationalversammlung wurde er 1992 und 1997 (jeweils für ein Jahr). Sein Amt des Vorsitzenden des Rechtsausschusses der Nationalversammlung schloss sich 1993 daran an. Von 1992 bis 1998 war Mazeaud Mitglied in der Regionalversammlung der Region Rhône-Alpes. Auf Vorschlag von Jacques Chirac war er 1998 bis 2004 Mitglied des Conseil constitutionnel (Verfassungsgericht). Die Präsidentschaft des Conseil constitutionnel übte er von 2004 bis 2007 aus. Zum Mitglied der Académie des sciences morales et politiques wurde er 2005 gewählt. 2007 gewann Mazeaud die Wahl zum Präsidenten der Association française des docteurs en droit (AFDD), der Fondation Charles de Gaulle sowie der La Montagne pour 2018, einer Organisation mit dem Ziel der Veranstaltung der Winterolympiade 2018 im Raum zwischen Annecy, Gap und Grenoble. Außerdem nominierte Nicolas Sarkozy ihn im selben Jahr zum Vize-Präsidenten des Comité de réflexion sur la modernisation et le rééquilibrage des institutions. 2008 wurde Pierre Mazeaud Vorsitzender der Commission Mazeaud, die mit der Ausarbeitung eines Berichts zur Einwanderungspolitik der Regierung beauftragt war. Der im Juli 2008 erschienene Bericht, verurteilte die Regierungspläne scharf.

## Alpinistisches Wirken
Mazeaud gehörte seit den 1950er Jahren zu den besten Bergsteigern in Europa. Viele Erstbegehungen, etwa der Franzosenweg 1959 an der Nordwand der Westlichen Zinne, gehen auf sein Konto. Dabei waren internationale Spitzenalpinisten wie Walter Bonatti, Toni Hiebeler und Toni Kinshofer seine Bergpartner, was für einen französischen Bergsteiger zu dieser Zeit ungewöhnlich war.
1961 war Mazeaud Beteiligter an der Frêney-Tragödie, bei der seine Seilkameraden Antoine Vieille, Pierre Kohlmann und Robert Guillaume sowie der Italiener Andrea Oggioni ums Leben kamen. Ein Jahr benötigte Mazeaud, um sich von den erlittenen Erfrierungen zu erholen.
In den folgenden Jahren unternahm Mazeaud viele Klettertouren, bei denen ihm zahlreiche Erstbegehungen glückten. Er unternahm auch einige Expeditionen, so 1965 eine in den Karakorum und 1971 eine erste, geleitet von Norman Dyhrenfurth, an den Mount Everest.
1978 schlossen sich Bergsteiger um Mazeaud und Bergsteiger um Karl Maria Herrligkoffer zu einer deutsch-französischen Mount-Everest-Expedition zusammen. Im Zuge dieser Unternehmung erreichte Mazeaud am 15. Oktober 1978 zusammen mit Kurt Diemberger den Gipfel. Zwei Stunden zuvor hatten Jean Afanassieff und Nicolas Jaeger für den ersten französischen Gipfelerfolg am Mount Everest gesorgt.

## Erstbegehungen
Mazeaud, René Desmaison, Pierre Kohlmann und Bernard Lagesse bestiegen 1959 als erste Seilschaften die Westliche Zinne über die Nordwand. Ihre Route wird auch Franzosenweg genannt. 1960 eröffneten Mazeaud und Kohlmann eine neue Route auf die Aiguille du Peigne. 1963 folgte die Erstbegehung des Montblanc du Tacul über die Nord-Ost-Wand. Mazeaud erreichte 1964 den Gipfel der Aiguille de Blaitière zwei Mal, das eine Mal über die Westwand und das andere Mal über die Ostwand. 1967 erstieg er erneut die Aiguille du Peigne, dieses Mal über die Nord-Ost-Wand.

## Filme
1972 wird das alpinistische Drama von 1961 am Frêney-Zentralpfeiler unter dem Titel Der Blitz – Inferno am Montblanc von Lothar Brandler verfilmt. Mazeaud spielt in diesem Film sich selbst.